# Blicca bjoerkna
Blicca bjoerkna é uma espécie de peixe actinopterígeo da família Cyprinidae.

## Distribuição geográfica
Pode ser encontrada nos seguintes países: Albânia, Andorra, Arménia, Áustria, Azerbaijão, Bielorrússia, Bélgica, Bulgária, Chipre, República Checa, Estónia, Ilhas Faroe, Finlândia, França, Geórgia, Alemanha, Gibraltar, Hungria, Islândia, Irão, Irlanda, Itália, Cazaquistão, Liechtenstein, Lituânia, Luxemburgo, Moldávia, Mónaco, Países Baixos, Noruega, Polónia, Portugal, Roménia, Rússia, Eslováquia, Espanha, Svalbard e Jan Mayen, Suécia, Suíça, Turquia, Ucrânia e Reino Unido.